# Saison 2020-2021 du Rugby club toulonnais
Cette page présente la saison 2020-2021 du Rugby club toulonnais en Top 14 et en coupe d'Europe.

## Entraîneurs
- Patrice Collazo : manager
- Eric Dasalmartini : entraîneur de la défense et de la touche
- Julien Dupuy : entraîneur des skills et du jeu d'attaque

## Effectif
| Nom                  | Poste            | Naissance         | Nationalité sportive | International | Dernier club           | Arrivée au club (année) |
| -------------------- | ---------------- | ----------------- | -------------------- | ------------- | ---------------------- | ----------------------- |
| Jérémy Boyadjis      | Pilier           | 18 juin 1990      | France               |               | Rennes EC              | 2020                    |
| Bruce Devaux         | Pilier           | 14 novembre 1996  | France               |               | Formé au club          | 2018                    |
| Florian Fresia       | Pilier           | 17 janvier 1992   | France               | -20 ans       | Formé au club          | 2012                    |
| Beka Gigashvili      | Pilier           | 17 février 1992   | Géorgie              |               | FC Grenoble            | 2019                    |
| Jean-Baptiste Gros   | Pilier           | 29 mai 1999       | France               |               | Formé au club          | 2017                    |
| Emerick Setiano      | Pilier           | 19 août 1996      | France               |               | Formé au club          | 2016                    |
| Sébastien Taofifénua | Pilier           | 17 novembre 1992  | France               |               | Union Bordeaux Bègles  | 2018                    |
| Luka Chelidze        | Pilier           | 1er août 2000     | Géorgie              | -20 ans       | Lelo Saracens Tbilissi | 2018                    |
| Anthony Étrillard    | Talonneur        | 21 mars 1993      | France               |               | Aviron bayonnais       | 2015                    |
| Bastien Soury        | Talonneur        | 18 mars 1995      | France               |               | Formé au club          | 2015                    |
| Christopher Tolofua  | Talonneur        | 31 décembre 1993  | France               |               | Saracens               | 2019                    |
| Brian Alainu'uese    | 2e ligne         | 19 mars 1994      | Samoa                |               | Glasgow Warriors       | 2018                    |
| Eben Etzebeth        | 2e ligne         | 29 octobre 1991   | Afrique du Sud       |               | Stormers               | 2019                    |
| Matthias Halagahu    | 2e ligne         | 15 août 2001      | France               | -20 ans       | Formé au club          | 2020                    |
| Thomas Jolmès        | 2e ligne         | 8 octobre 1995    | France               |               | Stade rochelais        | 2020                    |
| Swan Rebbadj         | 2e ligne         | 15 janvier 1995   | France               |               | Formé au club          | 2016                    |
| Adrien Warion        | 2e ligne         | 7 janvier 2001    | France               | -20 ans       | Provence Rugby         | 2020                    |
| Romain Taofifénua    | 2e ligne         | 14 septembre 1990 | France               |               | USA Perpignan          | 2014                    |
| Thomas Hoarau        | 3e ligne         | 1er juin 1995     | France               |               | AS Béziers             | 2019                    |
| Facundo Isa          | 3e ligne         | 21 septembre 1993 | Argentine            |               | Lyon OU                | 2017                    |
| Raphaël Lakafia      | 3e ligne         | 28 octobre 1988   | France               |               | Stade français         | 2017                    |
| Charles Ollivon      | 3e ligne         | 11 mai 1993       | France               |               | Aviron bayonnais       | 2015                    |
| Julien Ory           | 3e ligne         | 28 avril 1996     | France               |               | Formé au club          | 2018                    |
| Sergio Parisse       | 3e ligne         | 12 septembre 1983 | Italie               |               | Stade français         | 2019                    |
| Anthony Méric        | Demi de mêlée    | 15 mai 1995       | France               | -20 ans       | Stade toulousain       | 2018                    |
| Baptiste Serin       | Demi de mêlée    | 20 juin 1994      | France               |               | Union Bordeaux Bègles  | 2019                    |
| Sonatane Takulua     | Demi de mêlée    | 11 janvier 1991   | Tonga                |               | Newcastle rugby        | 2019                    |
| Anthony Belleau      | Demi d'ouverture | 8 avril 1996      | France               |               | Formé au club          | 2015                    |
| Louis Carbonel       | Demi d'ouverture | 4 février 1999    | France               | -20 ans       | RC Canton Garde Pradet | 2017                    |
| Marius Domon         | Demi d'ouverture | 13 juin 2002      | France               |               | Formé au club          | 2021                    |
| Théo Dachary         | Centre           | 26 mars 1997      | France               | -20 ans       | Biarritz olympique     | 2019                    |
| Julien Hériteau      | Centre           | 12 septembre 1994 | France               | -20 ans       | SU Agen                | 2019                    |
| Duncan Paia'aua      | Centre           | 20 janvier 1995   | Australie            |               | Queensland Reds        | 2019                    |
| Isaia Toeava         | Centre           | 15 janvier 1986   | Nouvelle-Zélande     |               | ASM Clermont           | 2020                    |
| Masivesi Dakuwaqa    | Ailier           | 14 février 1994   | Fidji                | Fidji à 7     | Western Force          | 2019                    |
| Erwan Dridi          | Ailier           | 4 juillet 2000    | France               | -20 ans       | Formé au club          | 2018                    |
| Bryce Heem           | Ailier           | 18 janvier 1989   | Nouvelle-Zélande     | NZ à 7        | Worcester Warriors     | 2019                    |
| Daniel Ikpefan       | Ailier           | 18 octobre 1993   | France               | France à 7    | Oyonnax Rugby          | 2018                    |
| Simon Moretti        | Ailier           | 19 avril 2000     | France               |               | Formé au club          | 2018                    |
| Kalani Robert        | Ailier           | 27 janvier 2001   | France               |               | Formé au club          | 2020                    |
| Gabin Villière       | Ailier           | 13 décembre 1995  | France               | France à 7    | Rouen NR               | 2019                    |
| Gervais Cordin       | Arrière          | 10 décembre 1998  | France               | -20 ans       | FC Grenoble            | 2019                    |
| Ramiro Moyano        | Arrière          | 28 mai 1990       | Argentine            |               | Jaguares               | 2019                    |

## Calendrier et résultats

### Top 14
| - Stade rochelais - RC Toulon : 29-15 - RC Toulon - Lyon OU : 36-14 - Stade toulousain - RC Toulon : 39-19 - RC Toulon - Montpellier HR : 25-21 - RC Toulon - Castres olympique : 19-6 - RC Toulon - CA Brive : 35-19 - SU Agen - RC Toulon : 9-38 - Aviron bayonnais - RC Toulon : 35-29 - RC Toulon - Section paloise : 18-13 - Stade français - RC Toulon : 24-23 - RC Toulon - Racing 92 : 25-21 - RC Toulon - ASM Clermont : 27-9 - Union Bordeaux Bègles - RC Toulon : 31-18 | - RC Toulon - Stade rochelais : 11-29 - Lyon OU - RC Toulon : 54-16 - RC Toulon - Stade toulousain : 44-10 - Montpellier HR - RC Toulon : 29-10 - Castres olympique - RC Toulon : 46-24 - CA Brive - RC Toulon : 25-23 - RC Toulon - SU Agen : 34-17 - RC Toulon - Aviron bayonnais : 14-16 - Section paloise - RC Toulon : 29-33 - RC Toulon - Stade français : 35-13 - Racing 92 - RC Toulon : 23-29 - RC Toulon - Union Bordeaux Bègles : 25-19 - ASM Clermont - RC Toulon : 25-16 |

### Coupe d'Europe
Dans la coupe d'Europe, le RC Toulon fait partie de la poule A et est opposée aux Anglais du Sale Sharks et aux Gallois des Scarlets.
| - RC Toulon - Sale Sharks : 26 - 14 - Scarlets - RC Toulon : 28-0 | - RC Toulon - Scarlets : reporté - Sale Sharks - RC Toulon : reporté |

Avec 2 victoires, le RC Toulon termine 7e de la poule A et est qualifié pour les huitièmes de finale.
Phases finales
Huitièmes de finale
- Leinster -  RC Toulon :  28-0
(tapis vert)

## Statistiques

### Championnat de France
Meilleurs réalisateurs
| Rang | Joueur | Poste | Points | Essais | Transf. | Pén. | Drops |
| ---- | ------ | ----- | ------ | ------ | ------- | ---- | ----- |
| 1    | -      | -     | -      | -      | -       | -    | -     |
| 2    | -      | -     | -      | -      | -       | -    | -     |
| 3    | -      | -     | -      | -      | -       | -    | -     |

Meilleurs marqueurs
| Rang | Joueur | Poste | Essais |
| ---- | ------ | ----- | ------ |
| 1    | -      | -     | -      |
| 2    | -      | -     | -      |
| 3    | -      | -     | -      |
| 4    | -      | -     | -      |
| 5    | -      | -     | -      |

### Coupe d'Europe
Meilleurs réalisateurs
| Rang | Joueur | Poste | Points | Essais | Transf. | Pén. | Drops |
| ---- | ------ | ----- | ------ | ------ | ------- | ---- | ----- |
| 1    | -      | -     | -      | -      | -       | -    | -     |
| 2    | -      | -     | -      | -      | -       | -    | -     |
| 3    | -      | -     | -      | -      | -       | -    | -     |

Meilleurs marqueurs
| Rang | Joueur | Poste | Essais |
| ---- | ------ | ----- | ------ |
| 1    | -      | -     | -      |
| 2    | -      | -     | -      |
| 3    | -      | -     | -      |
| 4    | -      | -     | -      |
| 5    | -      | -     | -      |